# 수취인 불명, 편지
《수취인 불명, 편지》는 당신은 보낼 수 없는 누군가에게 보내고 싶은 편지가 있는가?
시청자가 개인적으로 보관하고 있는 반송편지, 또는 그리운 누군가에게 전달하고 싶지만 주소를 몰라 보낼 수 없는 애절하고 간절한 사연이 담긴
편지들을 수취인의 현재 주소를 찾아 배달해 주는 프로그램이다.

## 출연자

### 진행
- 컬투

## 방송 시간
- 2011년 12월 6일 ~ 2011년 12월 27일 : 매주 화요일 밤 10시 ~ 11시 10분